# Bachtinka (obwód kurski)
Bachtinka (ros. Бахтинка) – wieś (ros. деревня, trb. dieriewnia) w zachodniej Rosji, w sielsowiecie porieczeńskim rejonu sudżańskiego w obwodzie kurskim.

## Geografia
Miejscowość położona jest w dorzeczu Sudży, 22,5 km od granicy z Ukrainą, 8 km od centrum administracyjnego sielsowietu porieczeńskiego (Czerkasskoje Poriecznoje), 22 km od centrum administracyjnego rejonu (Sudża), 70 km od Kurska.
W granicach miejscowości znajdują się ulice: Mołodiożnaja, Niżniaja Bachtinka, Wierchniaja Bachtinka.

## Demografia
W 2010 r. miejscowość zamieszkiwały 143 osoby.